# Гонсало Сорондо
Гонсало Сорондо Амаро (ісп. Gonzalo Sorondo Amaro, нар. 9 жовтня 1979, Монтевідео, Уругвай) — уругвайський футболіст, що грав на позиції захисника.
Виступав за національну збірну Уругваю.

## Клубна кар'єра
Вихованець футбольної школи клубу «Дефенсор Спортінг». Дорослу футбольну кар'єру розпочав 1998 року в основній команді того ж клубу, в якій провів три сезони, взявши участь у 61 матчі чемпіонату.
Згодом з 2001 по 2007 рік грав у складі команд клубів «Інтернаціонале», «Стандард» (Льєж), «Крістал Пелес», «Чарльтон Атлетик» та «Дефенсор Спортінг».
Своєю грою за останню команду привернув увагу представників тренерського штабу клубу «Інтернасьйонал», до складу якого приєднався 2007 року. Відіграв за команду з Порту-Алегрі наступні чотири сезони своєї ігрової кар'єри.
Протягом 2012—2012 років захищав кольори команди клубу «Греміо».
Завершив професійну ігрову кар'єру у клубі «Дефенсор Спортінг», у складі якого вже виступав раніше. Прийшов до команди 2013 року, захищав її кольори до припинення виступів на професійному рівні у 2013.

## Виступи за збірні
1999 року залучався до складу молодіжної збірної Уругваю.
2000 року дебютував в офіційних матчах у складі національної збірної Уругваю. Протягом кар'єри у національній команді, яка тривала шість років, провів у формі головної команди країни 27 матчів, забивши один гол.
У складі збірної був учасником розіграшу Кубка Америки 2001 року в Колумбії, чемпіонату світу 2002 року в Японії та Південній Кореї.

## Титули і досягнення
- Володар Південноамериканського кубка (1):

«Інтернасьйонал»: 2008
- Володар Кубка банку Суруга (1):

«Інтернасьйонал»: 2009
- Володар Кубка Лібертадорес (1):

«Інтернасьйонал»: 2010
- Переможець Рекопи Південної Америки (1):

«Інтернасьйонал»: 2011